# Metalliglaucytes metallica
Metalliglaucytes metallica là một loài bọ cánh cứng trong họ Cerambycidae.